# Bürgerlicher Realismus
Der Bürgerliche Realismus ist eine literarische Strömung von 1848 (Märzrevolution) bis Ende des 19. Jahrhunderts, die vorrangig in Deutschland zum Tragen kam. Sie wird üblicherweise in zwei Phasen unterteilt: In der ersten Phase (etwa 1849–1859) werden die programmatischen Grundlagen festgelegt. In der zweiten Phase erhält der bürgerliche Realismus neue Impulse, etwa durch den Gesellschaftsroman, und wird kritischer.

## Historischer Hintergrund
Die Epoche  des bürgerlichen Realismus beginnt 1848 mit dem Scheitern der bürgerlichen Revolution und endet mit dem Aufkommen des Naturalismus, der das Leben und die sozialen Probleme des Arbeiterstandes und der notleidenden Menschen beschreibt. Das gebildete Bürgertum (Träger der Revolution) verzichtet nach 1848 auf politische Macht und erkauft sich so Wohlstand, soziale Ruhe und Ordnung. 1871 kommt es zur Reichsgründung Deutschlands, das einen wirtschaftlichen Aufschwung erlebt (Gründerzeit). Deutschland wird zum hochentwickelten Industriestaat, während Österreich bis ins 20. Jahrhundert ein Agrarstaat bleibt. Soziale Folgen der Industrialisierung sind das Anwachsen der Städte (Fabriken, Mietskasernen), ein starkes Bevölkerungswachstum, u. a. durch die Erfindung neuer antiseptischer Mittel und großer Erfolge in der Behandlung des Kindbettfiebers, die Verelendung der Industriearbeiter, eine Verschärfung der Gegensätze zwischen Industriekapitalismus (Besitzbürgertum) und Proletariat („vierter Stand“) sowie Auswanderungswellen, welche vor allem Arbeitslose betreffen. Trotz erster Sozialgesetze verarmt der vierte Stand immer mehr. Karl Marx und Friedrich Engels schreiben das Manifest der kommunistischen Partei. Viele Dichter (und auch Bildungsbürger) ziehen sich in eine apolitische Innerlichkeit zurück, womit auch eine geistige Abgrenzung von der radikalen Wirklichkeit erfolgt. Humor und Ironie in der Dichtung sollen den Widerspruch zwischen persönlicher Wunschvorstellung und objektiver Wirklichkeit auflösen. Die Literaturproduktion erlebt einen Aufschwung: Leihbüchereien und Volksbibliotheken entstehen, Wochenzeitschriften (Die Gartenlaube. Illustriertes Familienblatt) und Illustrierte werden verlegt, viele Autoren unterwerfen sich den Zwängen der Massenproduktion und dem Geschmack breiter Leserschichten.

## Inhalte und Stilmittel
Die Werke des Bürgerlichen Realismus befassen sich mit den gesellschaftlichen Verhältnissen, in denen der Mensch lebt. Sie werden zum zentralen Gegenstand der Darstellung, dabei beschränkt sich diese nur auf das Bürgertum und seine wirtschaftlichen Verhältnisse. Oft geht es um die Macht des Bürgertums und welche politische Mündigkeit es dem Adel und den Landesfürsten gegenüber besitzt. Die Werke sind teils moralisierend und sollen zeigen, dass nur der gute, moralische und tüchtige Bürger zu solidem wirtschaftlichen Wohlstand kommt, während der unmoralische Gegenspieler im wirtschaftlichen Ruin endet. Die Figuren leben in einer „heilen Welt“ – das Gute siegt, während das Böse zugrunde geht. Dabei meiden die Autoren große gesellschaftspolitische Probleme und agieren mehr Dorfgeschichten, in der lokalen Heimat mit ihrer Landschaft oder in der Vergangenheit.

## Programmatik
Die meisten Werke des bürgerlichen Realismus entsprechen einer gemeinsamen programmatischen Basis. Vor allem in der ersten Phase ging es um eine Idealisierung des Bürgertums und die Hervorhebung des bürgerlichen Wertekanons. Außer der Literatur beeinflusste diese Programmatik auch die deutsche bildende Kunst nach 1848.

## Literarische Formen
- Dinggedicht
- Entwicklungsroman
- Gesellschaftsroman
- Historischer Roman
- Novelle
- Dorfgeschichte

## Vertreter
- Marie von Ebner-Eschenbach
- Gustav Freytag (Soll und Haben)
- Theodor Fontane (Irrungen Wirrungen, Frau Jenny Treibel, Effi Briest)
- Friedrich Hebbel (Maria Magdalena)
- Henrik Ibsen (Nora oder ein Puppenheim)
- Gottfried Keller (Kleider machen Leute)
- Otto Ludwig (Zwischen Himmel und Erde)
- Conrad Ferdinand Meyer (Das Amulett)
- Arthur Müller (Gute Nacht, Hänschen![2], Ein Haberfeldtreiben[3], kritische Briefwechsel mit Wilhelm Emmanuel von Ketteler, Bischof von Mainz, z. B.[4][5])
- Wilhelm Raabe (Der Hungerpastor, Abu Telfan oder die Heimkehr vom Mondgebirge)
- Ferdinand von Saar
- Theodor Storm (Der Schimmelreiter, Immensee, Aquis submersus)